# Salonina
Salonina (Iulia Cornelia Salonina) – żona cesarza rzymskiego Galiena, matka Waleriana II i Saloninusa. Zamordowana wraz z mężem w 268 roku. Jej wizerunek z tytułem Augusta pojawiał się na monetach w latach 253–268.